# Shin Zero
Shin Zero (stylisé Shin Zerø sur la couverture) est une série de bande dessinée française de science-fiction écrite par Mathieu Bablet et dessinée par Guillaume Singelin. Le premier album a été publié en janvier 2025 aux Éditions Rue de Sèvres, dans la collection Label 619.
L'œuvre s'inspire des genres japonais des kaiju (monstre géant venu des mers) et du tokusatsu (notamment le sous-genre du super sentai, popularisé par la saga Power Rangers pour le public occidental), relu dans une époque moderne où le métier s'est privatisé et ubérisé.
Trois tomes sont prévus,,.

## Synopsis
Vingt ans se sont écoulés depuis que des sentai ont battu le dernier kaiju. Aujourd'hui, ces héros se sont précarisés avec la privatisation de leur métier, les réduisant à l'anonymat. Warren, Héloïse, Nikki, Satoshi et Sofia, de jeunes adultes, tentent de trouver leur place dans ce monde où la figure du héros semble avoir disparu. Ensemble, ils forment une colocation de sentai, bien décidés à restaurer l'honneur d'antan de ces héros du passé.

## Personnages principaux
- Warren (sentai vert) : brillant élève et éperdument amoureux de son amie d'enfance Héloïse, il devient un sentai pour lui plaire
- Héloïse (sentai bleue) : amie d'enfance de Warren, elle lui annonce devenir une sentai bleue pour s'émanciper de ses parents
- Satoshi (sentai rouge) : admirateur des sentai depuis l'enfance, il travaille à temps plein pour une société de sentai
- Sofia (sentai jaune) : cousine de Satoshi, elle est maman d'un jeune garçon dont ses parents ont la garde
- Nikki (sentai rose) : jeune femme en quête de justice, elle est également colocataire avec le reste du groupe

## Genèse
Le projet est annoncé lors du Festival International de la Bande Dessinée d'Angoulême en 2024. Singelin et Bablet ont travaillé ensemble sur le deuxième tome de la série DoggyBags du même Label 619, sorti en 2012.
Une bande-annonce sort en janvier 2025, avec des images animées de la bande dessinée.
Trois couvertures alternatives sortent dans trois enseignes différentes, lors de la sortie du premier tome tiré à 50 000 exemplaires. Un holo pack collector (avec des cartes collector) sort également pour promouvoir la série,.
Lors de la semaine de sa sortie, le premier tome se place numéro 1 des meilleures ventes de BD en France. Plus d'un mois après sa commercialisation, les ventes du premier tome s'élèvent à 35 000 exemplaires.
Le tome 2 est annoncé en cours de production par Guillaume Singelin sur son compte Instagram, avec une sortie prévue pour 2026.

## Albums
- Shin Zero, Mathieu Bablet (scénario), Guillaume Singelin (Illustrations), Rue De Sèvres, 2025  (ISBN 978-2810209651)

## Chronologie de la série
Une chronologie officielle est explicitée à la dernière page du premier tome, permettant de situer l'histoire principale et d'en comprendre l'univers.
- 1933 : Apparition du premier kaiju
- 1937 : La grande guerre ; début des expérimentations humaines pour combattre les kaiju.
- 1939 : La première équipe sentai géante est déployée.
- 1945 : Création du centre d'observation P.E.K.A. ("Présence d'Éléments Kaiju dans l'Atmophère")
- 1969 : Début du programme "Mecha".
- 1995 : King Zero est battu par Red Striker, plus aucune apparition de kaiju après cet évènement.
- 1997 : Le programme "Mecha" est définitivement stoppé et le gouvernement suspend le ministère des kaiju. La P.E.K.A. tourne à effectif réduit.
- 1999 : La branche sentai est ouverte au marché privé.
- 2001 : Grande grève sentai.
- 2005 : La première application sentai voit le jour, le secteur d'activité s'élargit, allant de la sécurité au service à la personne.
- 2008 : Aujourd'hui, cinq sociétés privées trustent le secteur, Sentai Corp est loin devant ses concurrentes.

## Anecdotes
- Dans le premier tome, à la page 55, Sofia fait allusion à ses anciens colocataires Jason et Trini. C'est une référence à la série Power Rangers : Mighty Morphin puisque ce sont les prénoms de deux des personnages principaux.